# Валелунга Пратамено
Валелунга Пратамено (итал. Vallelunga Pratameno) је насеље у Италији у округу Калтанисета, региону Сицилија.
Према процени из 2011. у насељу је живело 3508 становника. Насеље се налази на надморској висини од 486 м.

## Становништво
| 1931. | 1936. | 1951. | 1961. | 1971. | 1981. | 1991. | 2001. | 2011. |
| ----- | ----- | ----- | ----- | ----- | ----- | ----- | ----- | ----- |
| 6.039 | 6.310 | 7.289 | 6.460 | 4.947 | 4.596 | 4.397 | 3.845 | 3.641 |